# Kees Vellekoop (dienstweigeraar)
Kees Vellekoop (Delft, 19 januari 1952 – Gouda, 4 december 2013)  was een Nederlandse dienstweigeraar en vredesactivist.
Vellekoop was een principieel dienstweigeraar wiens politieke bezwaren tegen de dienstplicht door de overheid niet wettelijk werden erkend. Hij werd daarom in december 1974 tot 21 maanden gevangenisstraf veroordeeld.
In 1975 werd hij na 4 maanden vrijgelaten uit de Scheveningse gevangenis, nadat hij eerder gevangen had gezeten in het Militair Penitentiair Centrum Nieuwersluis bij Utrecht. Hij was door Amnesty International 'geadopteerd' als politieke gevangene en er zijn talloze acties voor zijn vrijlating gevoerd. Jan ter Laak van IKV en later Pax Christi was een van zijn adviseurs. De dienstweigering van onder meer Kees Vellekoop en in 1977 van Adriaan Slooff leidde onder het kabinet Den Uyl tot een verruiming van de Wet gewetensbezwaren militaire dienst. Vooral Pax Christi had zich daarvoor ingespannen.
Kees Vellekoop was een van oprichters van de Vereniging Dienstweigeraars. Later was hij van 1982-1991 gemeenteraadslid voor de PSP en GroenLinks in Gouda. Als amateurschaker was Vellekoop lid van de schaakvereniging Messemaker 1847 in Gouda.
Vellekoop overleed op 4 december 2013 op 61-jarige leeftijd aan de gevolgen van longkanker.

## Publicatie
- Papjochies, bonzen en stenengooiers. Twee decennia dienstweigeren. Flip ten Cate, Maarten Evenblij & Guus Termeer. Redactie: Martin Gerritsen. Amsterdam, Antimilitaristische Uitgeverij, 1992. ISBN 90-71124-50-9.